# Gymnothorax moringa
Gymnothorax moringa è un pesce d'acqua salata appartenente alla famiglia Muraenidae.

## Distribuzione e habitat
Questa murena è diffusa nella parte occidentale dell'Oceano Atlantico, dalla Nord Carolina e Bermuda al Brasile, includendo il Golfo del Messico e i Caraibi. Frequente inoltre, intorno alle isole dell'Atlantico centro-orientale fino all'isola di Sant'Elena. Preferisce acque superficiali con fondo roccioso o ricco di vegetazione acquatica.

## Descrizione
Presenta il caratteristico corpo anguilliforme ma compresso ai fianchi, con muso allungato e appuntito, mascelle possenti provviste di denti aguzzi. La pinna dorsale è alta e sottile, lunga fino alla coda puntuta. La pinna anale è lunga circa 1/2 del corpo, anch'essa terminante al vertice della coda. la livrea prevede un fondo color panna macchiato di nero o bruno. 

Raggiunge una lunghezza massima di 2 metri.

## Comportamento
Sono animali solitari; passano la notte e buona parte del giorno nascoste in buche con la sola testa sporgente verso l'esterno.

## Alimentazione
Si nutre di pesci e crostacei che cattura con abile istinto predatorio.

## Predatori
È predata a sua volta da Epinephelus striatus e da pesci della famiglia Lutjanidae.

## Pericoli
Vista la dentatura da predatore, il morso di questa specie è pericoloso per l'uomo, anche se non mortale.

## Pesca
Commestibile, non è rara la sua presenza nei mercati costieri delle zone di diffusione.

## Acquariofilia
A volte è ospite di acquari pubblici.